# Sonerila cantonensis
Sonerila cantonensis är en tvåhjärtbladig växtart som beskrevs av Otto Stapf. Sonerila cantonensis ingår i släktet Sonerila och familjen Melastomataceae. Inga underarter finns listade i Catalogue of Life.